# Domplatsen

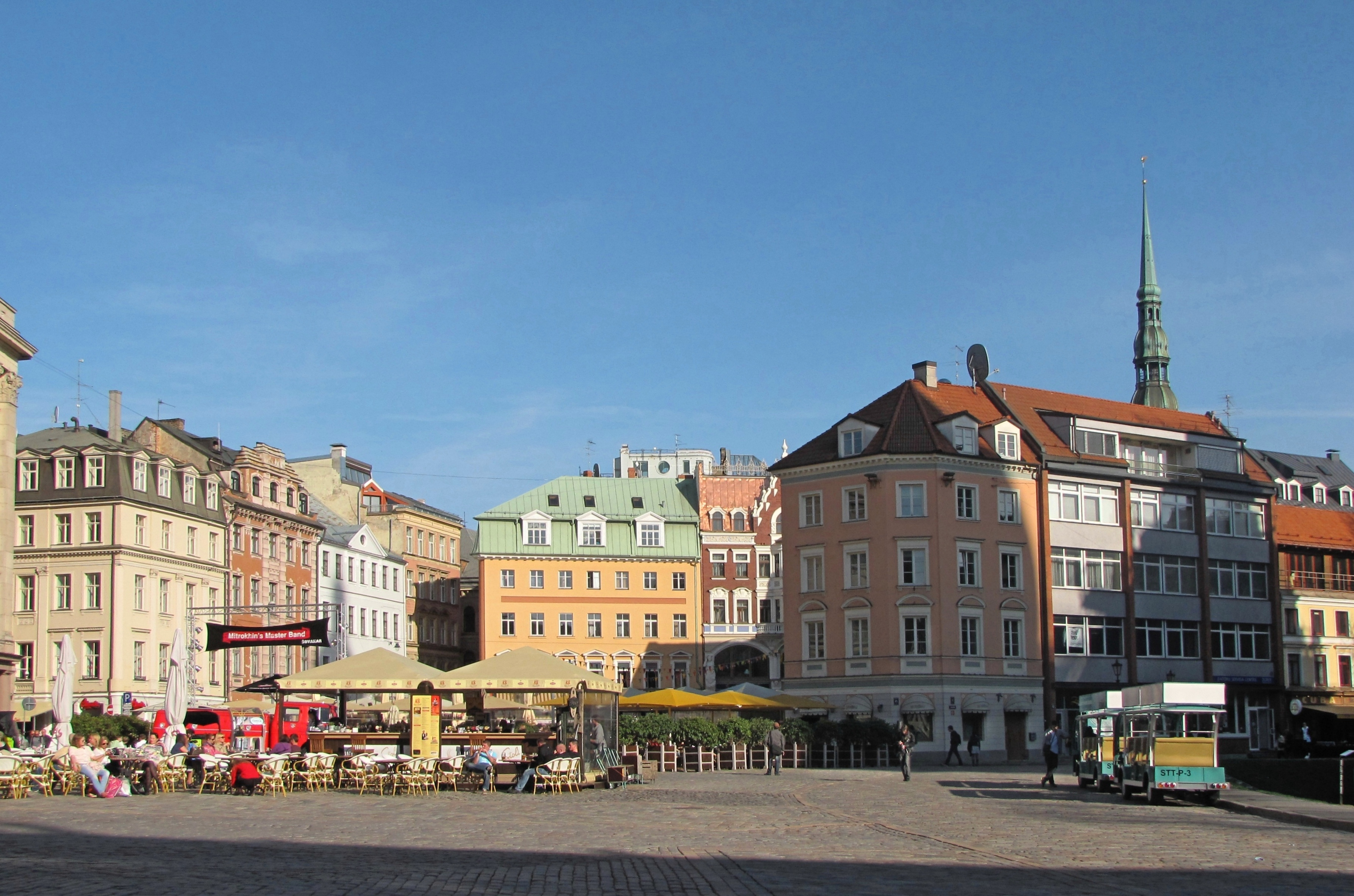
Domplatsen mot sydost och Skonu iela.

Domplatsen (lettiska: Doma laukums) är Rigas största torg. Den ligger i Gamla stan (Vecrīga) och är stadsdelens centrala offentliga plats och används för olika evenemang.
Vid Domplatsen ligger Rigas domkyrka samt flera monumentala byggnader, som uppfördes under 1800- och 1900-talen. Den mest kända byggnaden är det 1856 invigda tidigare börshuset, som idag inrymmer Konstmuseum Rigas Börs. Bredvid den ligger det 1940 byggda Radiohuset.
Domtorget ligger i stadens tidigare mest tätbebyggda område och skapades på 1860-talet. Då revs hus längs den tidigare Lielās Mūku iela ("Store Munkgatan") för att ge plats för bättre tillfart till domkyrkans nordvästra port. År 1885 namngavs det nybildade torget som Domes laukums (tyska: Domplatz, ryska: Думская площадь). I september 1923 fick Domplatsen officiellt sitt nuvarande lettiska namn.
Torgets nuvarande utseende är från 1936, efter det att, på initiativ av Kārlis Ulmanis, några byggnader på den nordliga och nordöstra delen av torget rivits. Den nybildade platsen fick i maj 1937 namnet 15 maija laukums ("15 maj-platsen") efter datumet för Ulmanis statskupp 1934. Efter Sovjetunionens ockupation 1940 omdöptes torget i juli till 17 jūnija laukums ("17 juni-platsen"). Under den nazityska ockupationen delades platsen och kallades Domplatz respektive Albert-von-Buxhoevden-Platz ("Albert av Riga-platsen"), men redan i april 1942 återförenades platserna, denna gång som Domplatz. Efter andra världskriget fick platsen åter namnet 17 jūnija laukums, för att från november 1987 åter kallas Domplatsen.

## Fotogalleri

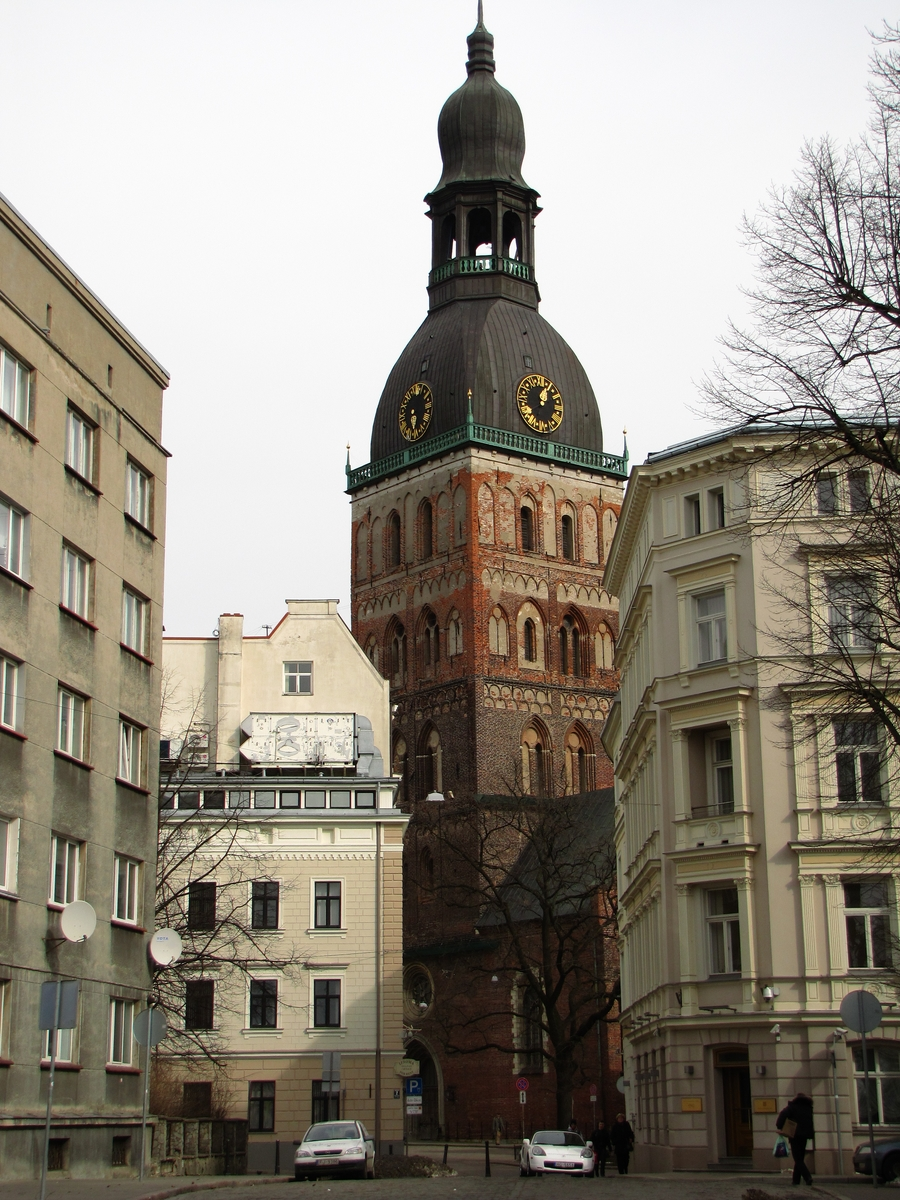
Rigas domkyrka.
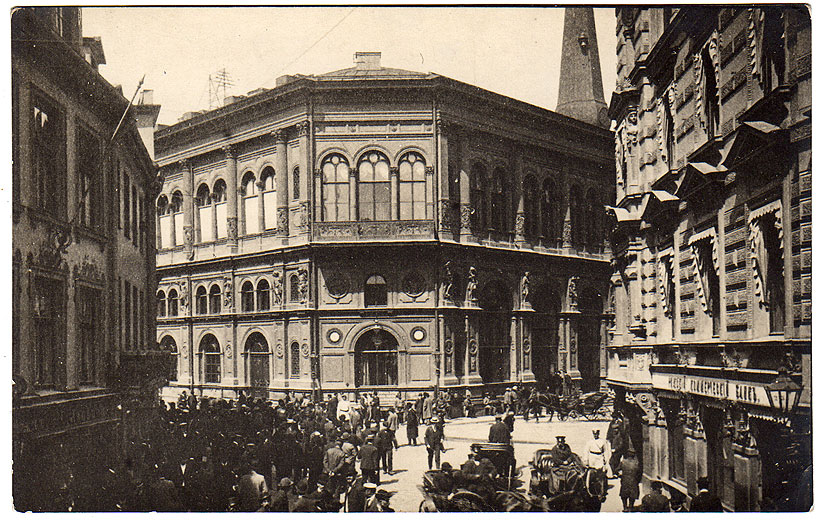
Börshuset, mellan 1900 och 1918.
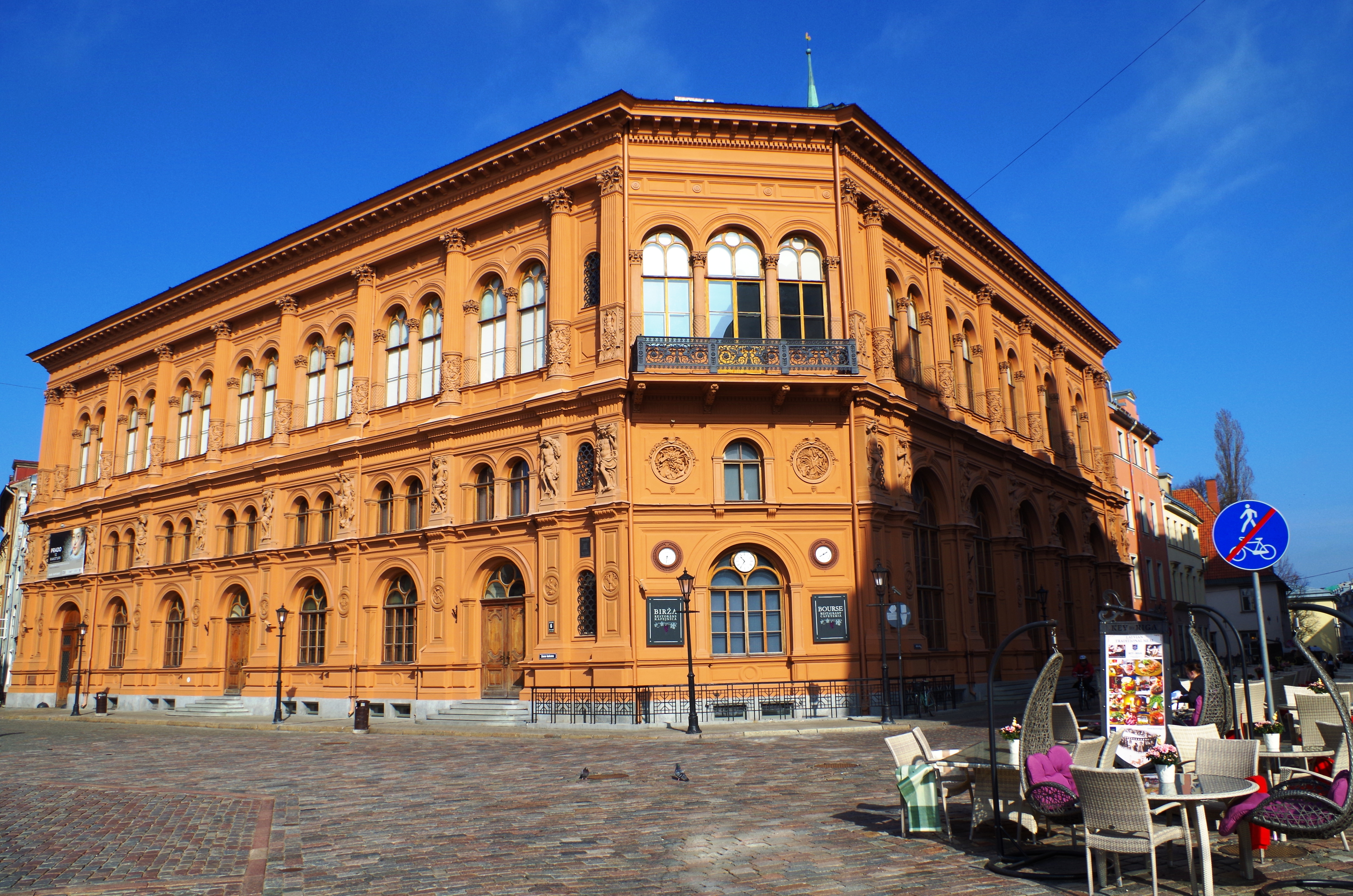
Börshuset, 2017.
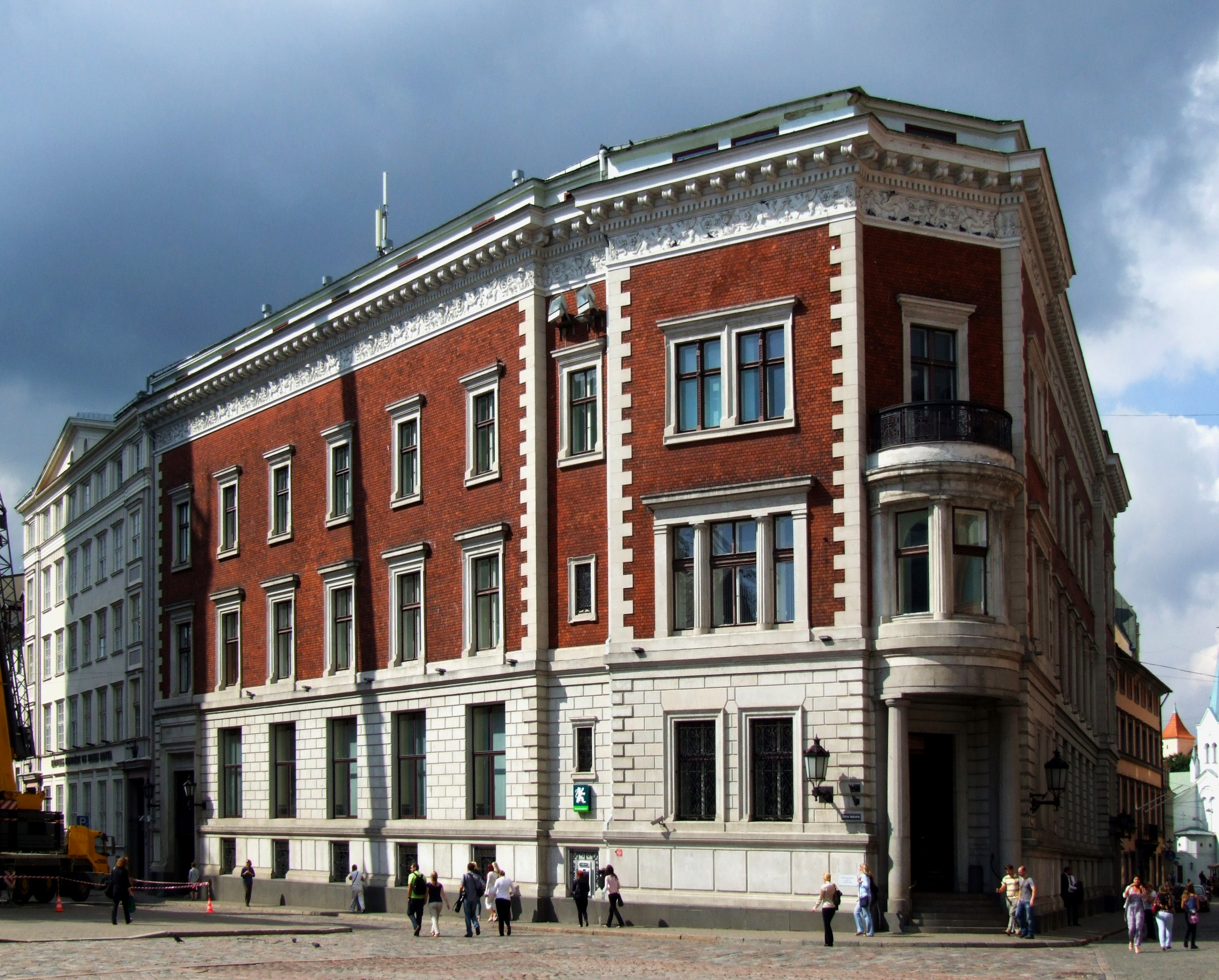
Pilsgatan 23.
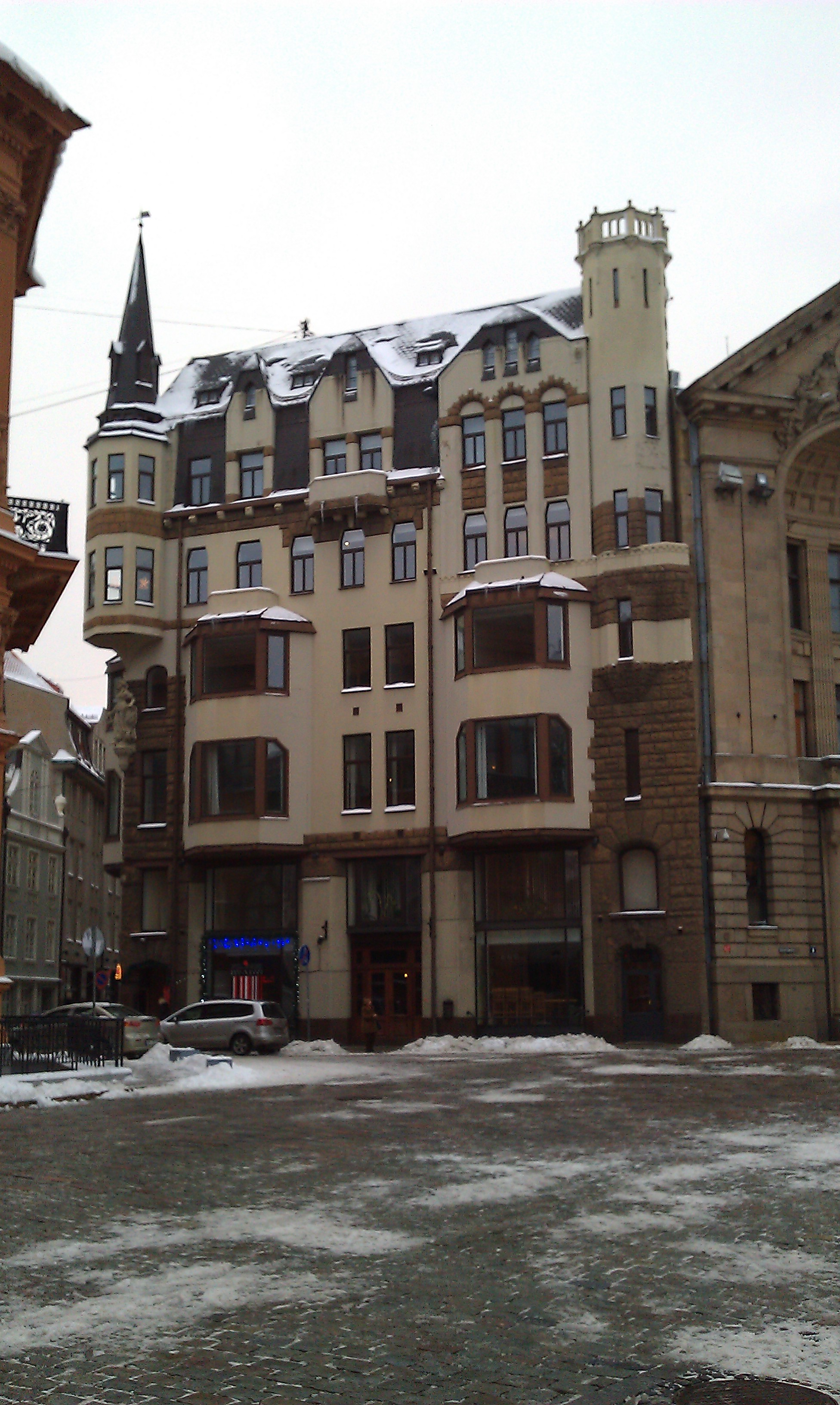
Jebala iela 2.
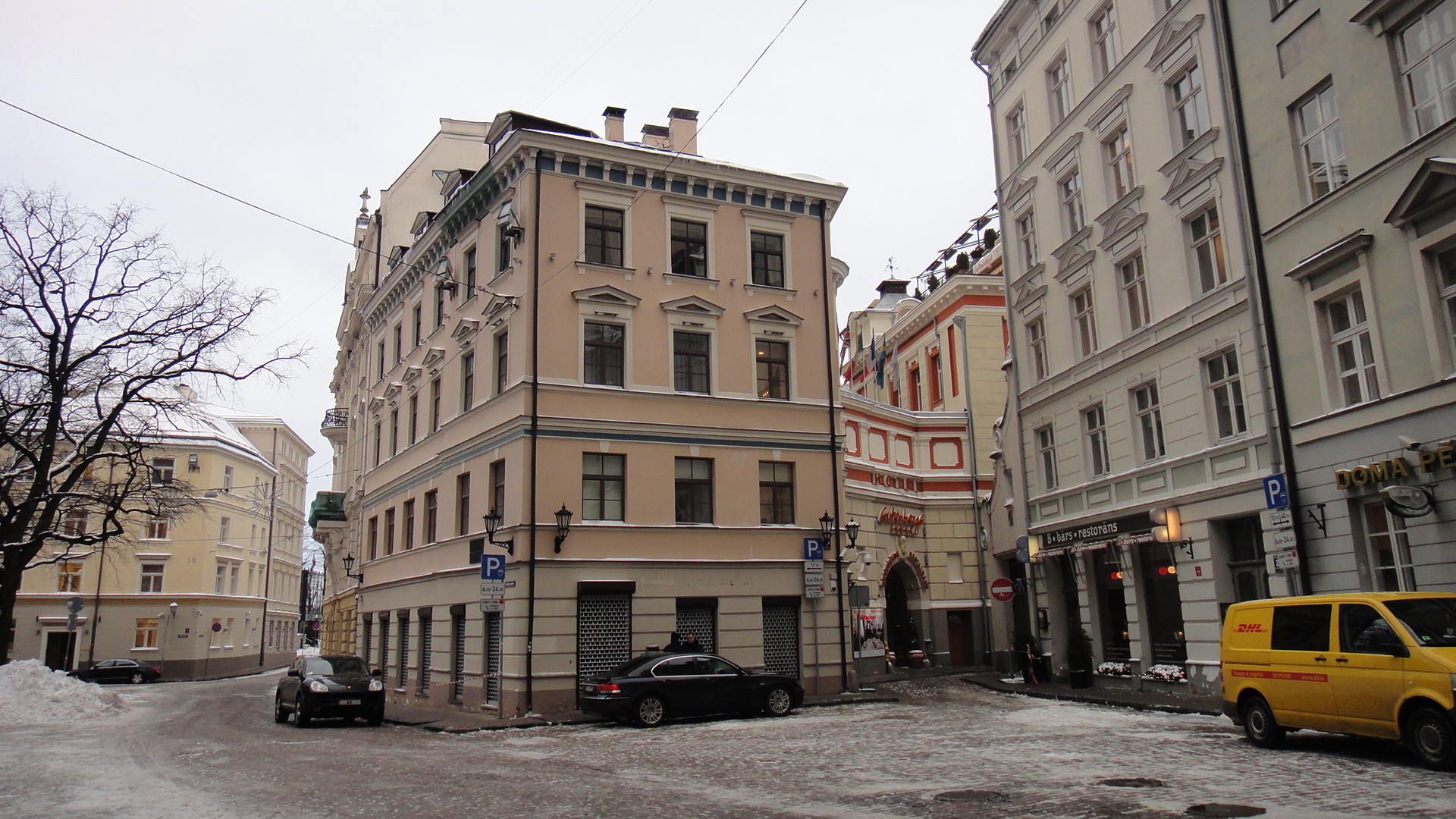
Gatorna Rozena iela och Jauniela.
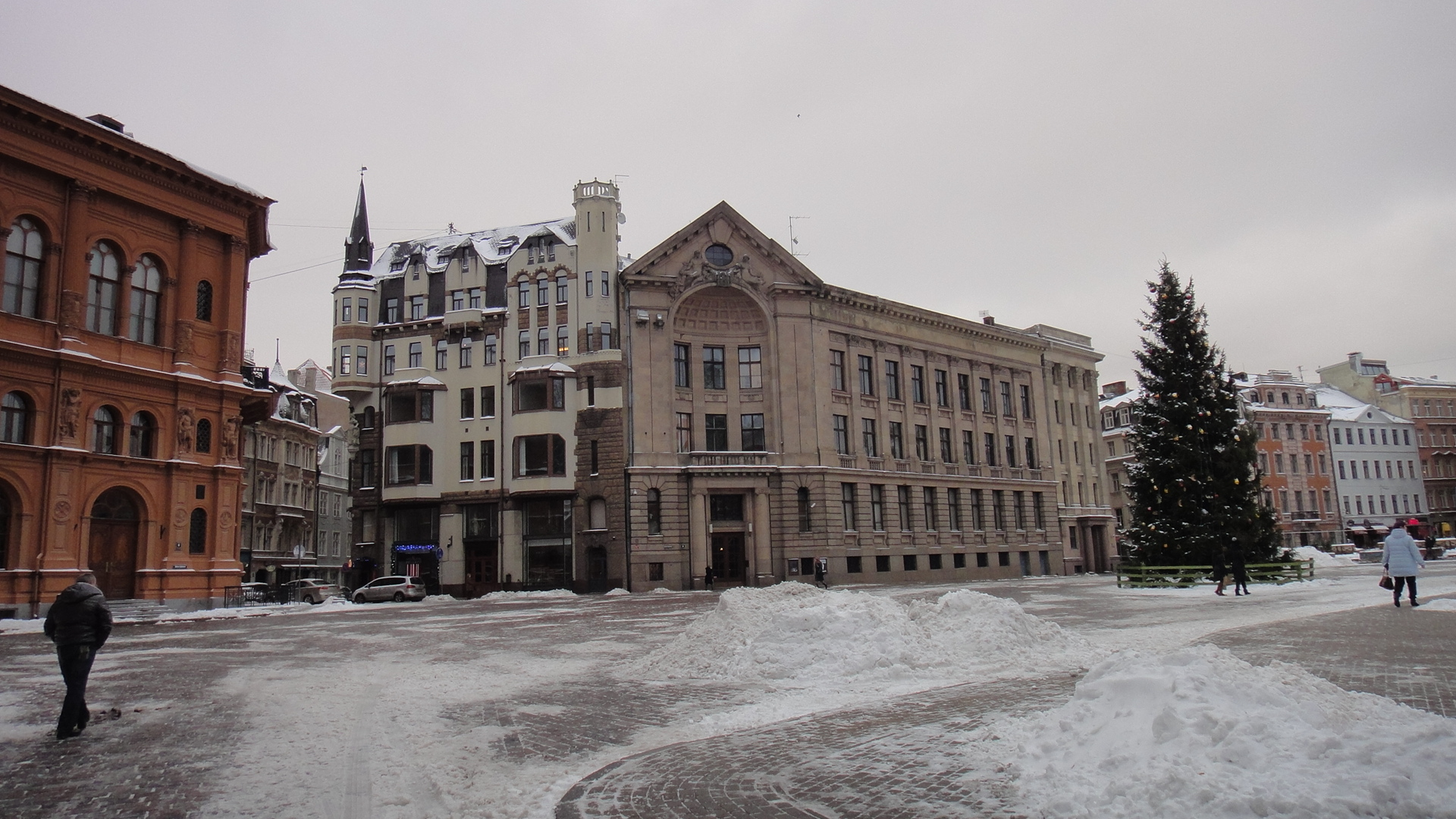
Radiohuset.